# Drop Out Chaos
Drop Out Chaos ist eine Berliner Streetrockband.

## Geschichte
Im Jahr 2004 gegründet, veröffentlichte die Berliner Band 2006 ihr Debütalbum Lebenslänglich beim Essener Independent-Label Sunny Bastards Records. Schon vor dem Release sorgte die Platte für Aufsehen, als Broken Silence wegen sexistischer Texte den Vertrieb verweigerte. Ursprünglich als Mini-EP gedacht, wurde die Scheibe im Bomp-Music Studio im Frühjahr 2006 in Berlin-Wedding eingespielt und gemixt. Die Scheibe fand in der Szenepresse ein überwiegend positives Echo. Im gleichen Jahr, noch vor Pressung des Albums, präsentierte sich die Band mit dem späteren Opener Drop Out auf dem Labelsampler Sun Of A Bastard Vol. 1.
Nach einem Labelwechsel zu Burnout-Records, meldeten sich Drop Out Chaos 3 Jahre nach dem Debütalbum mit ihrem zweiten Werk Kalt und Dreckig im Herbst 2009 zurück. Erstmals wurde im Kugelphone Studio unter Leitung von Micha und René von Anticops aufgenommen und abgemixt, wobei Peter „Pluto“ Neuber von Vintagemastering das Mastering übernahm und das Coverartwork von Stoneface Design erstellt wurde. Im Zuge des Labelwechsels wurde das Debütalbum Lebenslänglich ab 2010 in limitierter Edition mit neuem Cover und Inlay auf Burnout Records vertrieben.
Die Jahre 2009 bis 2012 verbrachte die Band weitestgehend mit dem Spielen auf vielen Festivals (u. a. OFT-Festival, Back On The Streets Festival, Oi For You Festival, Spreewald-Rock-Festival) und spielte als Supportact u. a. für KrawallBrüder, Perkele und Grober Knüppel rund 100 Konzerte.
Im August 2012 erschien das dritte Werk, Wo geht die Reise hin. Zusammen mit der „The Real German Manchester United Group“ hat die Band 2013 ein Projekt zu Ehren des Fußballclubs Manchester United ins Leben gerufen. Dabei veröffentlichte die Band unter dem Namen "DOC United" eine auf 500 Stück streng limitierte Single. Im Dezember 2015 erschien die Live-DVD/CD "10 Jahre - Live in Berlin". Die Band feierte am 25. Oktober 2014 im Berliner Club Wild At Heart ihr 10-jähriges Bandbestehen und ließ das Konzert für die DVD filmen und mitschneiden. Am 7. Juli 2017 erscheint das vierte Studioalbum "Apocalypse".

## Diskografie
Alben
- 2006: Lebenslänglich (Sunny Bastards Records)
- 2009: Kalt und Dreckig (Burnout Records)
- 2012: Wo geht die Reise hin (Burnout Records)
- 2017: Apocalypse (Burnout Records / Soulfood)

Singles
- 2013: DOC United

Sampler
- 2005: Son of a Bastard Vol.1 (Sunny Bastards Records)
- 2006: Kick it with Boots (Sunny Bastards)

Videoalben
- 2015: 10 Jahre - Live in Berlin